# Szőlőhegy (Seregélyes)
Szőlőhegy (régi nevén: Józan) település Fejér vármegyében, a Székesfehérvári járásban, közigazgatásilag Seregélyeshez tartozik. Népessége 2013-ban 891 fő volt, ez a nagyközség népességének közel egynegyede. Seregélyes és Zichyújfalu között, azoktól légvonalban  nagyjából 3 kilométer távolságra helyezkedik el. A falu jól megközelíthető közúton Székesfehérvár és Dunaújváros felől (62-es főút) és vasúton (Székesfehérvár–Pusztaszabolcs-vasútvonal) egyaránt. Külterületi része Öreghegy és Józandűlő, ahol szőlőskertek, hétvégi és állandó jelleggel lakott házak egyaránt találhatók.

## Földrajza

### Fekvése
Seregélyestől 2,5 kilométerre keletre, Zichyújfalutól 3,5 kilométerre nyugatra fekszik, a 62-es főút és a Székesfehérvár–Pusztaszabolcs-vasútvonal által határolt területen.

### Demográfiai adatok
2013-as adatok szerint a település lakónépessége 891 fő, lakásainak száma 326. Ebből a belterületi Szőlőhegy népessége 563 fő, a külterületi Öreghegy népessége 328 fő. A belterület lakásainak száma 219, a külterületi lakások száma pedig 107. Szőlőhegy népessége közel 1/4-ét teszi ki a nagyközség népességének.

## Közlekedés

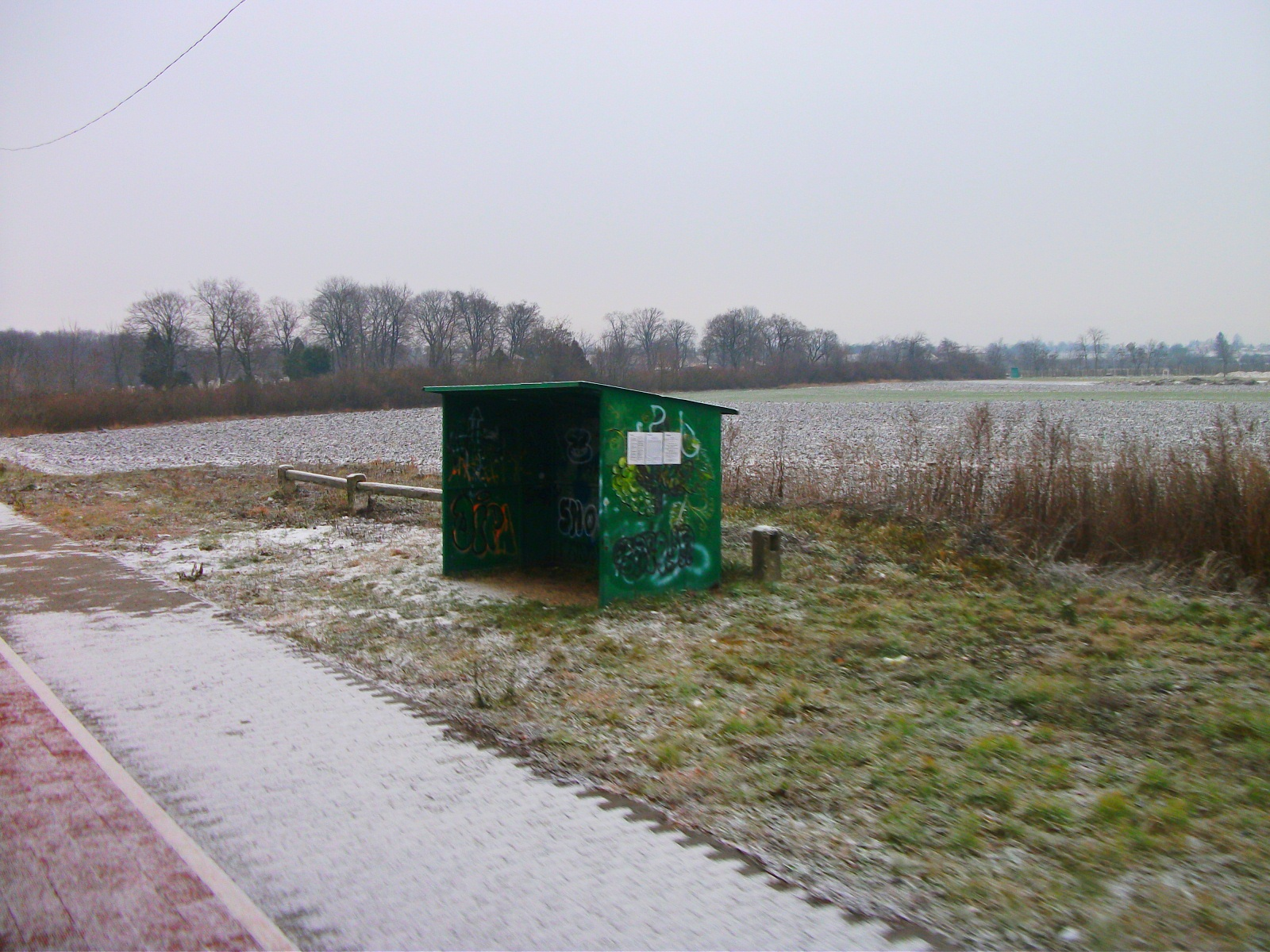
Seregélyes-Szőlőhegy vasúti megállóhely

Szőlőhegyet helyi menetrend szerinti, önkormányzati üzemeltetésű helyi autóbuszjárat köti össze Seregélyes többi településrészével.
A faluban helyközi autóbusz-járatok Székesfehérvár felől Szőlőhegy, Szabadegyháza és Dunaújváros célponttal állnak meg.
Szőlőhegyen jó közlekedési viszonyokat teremt a vasút is. A 44-es számú Székesfehérvár–Pusztaszabolcs-vasútvonal Budapest felé is gyors összeköttetést biztosít. A falu vasúti megállóhelyét 1957. szeptember 23-án helyezték forgalomba. A vonalon 2019 áprilisától korszerű Siemens Desiro motorvonatok közlekednek.

## Vallás
- Magyarok Nagyasszonya kápolna

A szőlőhegyi Magyarok Nagyasszonya kápolna a Kápolna utca és a Dunaújvárosi út sarkán fekvő római katolikus kápolna, melyet 1928-ban szenteltek fel.
- Református egyházközség szőlőhegyi szórványtemploma

A szőlőhegyi szórványtemplom a Dunaújvárosi út és a Liszt Ferenc utca sarkán található református templom, melyet 1952-ben építettek.

## Oktatás
Az általános iskolai oktatás Szőlőhegyen 2008-ban megszűnt.
A faluban az óvodai ellátás a KISZI Közös Igazgatású Baptista Óvoda és Általános Iskola Hétszínvirág Óvodájának Telephelye által biztosított.

## Gazdaság
Szőlőhegyen az Oláh és társa Bt. nevű építőanyag-kereskedés működik. A vállalkozást 1993-ban alapította Oláh János.
A falu legnagyobb munkáltatója az Aranybárka Egyesület Idősek és Pszichiátriai Betegek Otthona.
A településen egy élelmiszerbolt, egy posta illetve egy vendéglátóegység működik.

## Sport, szabadidő
Szőlőhegyen egy futballpálya és egy szabadtéri kondipark található.